# 韩长安
韩长安（1966年—），汉族，山西潞城人，中华人民共和国政治人物、全国人民代表大会山西地区代表。
毕业于天津财经学院企业经营管理专业。担任山西潞宝新能源集团董事长。2008年起担任全国人大代表。2013年，继任全国人大代表。